# Fantasia d'après Tosca
La Fantasia op. 171 d'après l'opéra Tosca de Giacomo Puccini est une fantaisie pour clarinette et piano de Carlo della Giacoma composée en 1900 à Ancône quelques mois après la première de l'opéra.

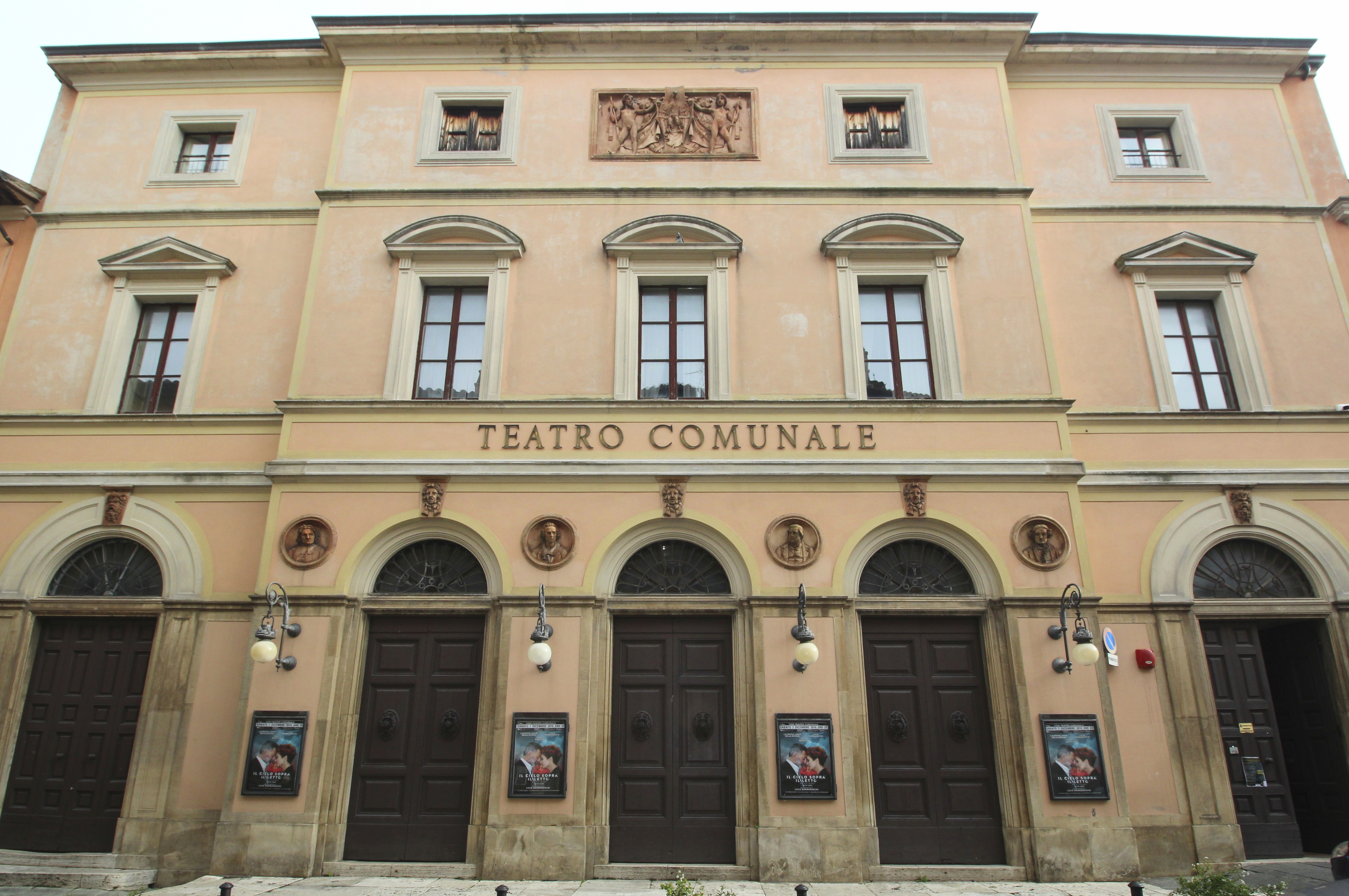
Teatro Comunale di Todi.

Carlo della Giacoma a écrit de nombreuses fantaisies d'opéra typiques de l'école italienne de la clarinette, notamment cette Fantasia d'après Tosca. La pièce est créée par le clarinettiste Elvisio Gasperoni et Carlo della Giacoma au piano le 16 juin 1905 au Teatro Comunale di Todi (Pérouse).
La partition est notamment publiée aux éditions Breitkopf & Härtel.

## Analyse
Cette fantaisie « commence par une séquence d'accords dramatiques extraits du prélude orchestral du premier acte, entrecoupée de deux courtes cadences de la clarinette. Après une brève allusion au cantabile Quale occhio al mondo (acte I), le solo de clarinette précédant la romance E lucean le stelle (acte III) est fidèlement présenté, puis virtuosement varié. Après l'Andante sostenuto central lyrique, retravaillé sur le cantabile Quale occhio al mond (acte I), suit une coda finale brillante et virtuose. »
Cette pièce  est basée sur le bel canto et montre  la virtuosité du clarinettiste.

## Discographie sélective
La Fantasia est fréquemment jouée en public mais est rarement enregistrée.
- La clarinette à l'opéra, Verdi, Bellini, Puccini, Rossini avec Alessandro Carbonare (clarinette), Andrea Dindo (piano), Harmonia Mundi HMA1951722, 2001,2013 (OCLC 1042087577).